# Campionati sloveni di sci alpino 2005
I Campionati sloveni di sci alpino 2005 si sono svolti a Maribor e a Rogla dal 17 al 22 marzo e a Kope il 23 dicembre. Il programma ha incluso gare di discesa libera, supergigante, slalom gigante, slalom speciale e combinata, tutte sia maschili sia femminili.
Trattandosi di competizioni valide anche ai fini del punteggio FIS, vi hanno partecipato anche sciatori di altre federazioni, senza che questo consentisse loro di concorrere al titolo nazionale sloveno.

## Risultati

### Uomini

#### Discesa libera
| Pos. | Atleta           | Nazione  | Tempo   |
| ---- | ---------------- | -------- | ------- |
| 1    | Gregor Šparovec  | Slovenia | 1:08,03 |
| 2    | Andrej Jerman    | Slovenia | 1:09,27 |
| 3    | Andrej Šporn     | Slovenia | 1:09,28 |
| 4    | Rok Perko        | Slovenia | 1:09,46 |
| 5    | Ožbi Ošlak       | Slovenia | 1:09,51 |
| 6    | Primož Skerbinek | Slovenia | 1:09,77 |
| 7    | Alek Glebov      | Slovenia | 1:09,80 |
| 8    | Natko Zrnčić-Dim | Croazia  | 1:10,29 |
| 9    | Aleš Gorza       | Slovenia | 1:10,32 |
| 10   | Mario Matt       | Austria  | 1:10,39 |

Data: 17 marzo

Località: Maribor

#### Supergigante
| Pos. | Atleta            | Nazione     | Tempo   |
| ---- | ----------------- | ----------- | ------- |
| 1    | Gregor Šparovec   | Slovenia    | 1:13,84 |
| 2    | Roger Cruickshank | Regno Unito | 1:14,01 |
| 3    | Rok Perko         | Slovenia    | 1:14,08 |
| 4    | Primož Skerbinek  | Slovenia    | 1:14,17 |
| 5    | Alek Glebov       | Slovenia    | 1:14,18 |
| 6    | Josef Strobl      | Slovenia    | 1:14,33 |
| 7    | Andrej Jerman     | Slovenia    | 1:14,55 |
| 8    | Ivan Ratkić       | Croazia     | 1:14,60 |
| 8    | Andrej Šporn      | Slovenia    | 1:14,60 |
| 10   | Gašper Markič     | Slovenia    | 1:14,63 |

Data: 23 dicembre

Località: Kope

#### Slalom gigante
| Pos. | Atleta         | Nazione   | Tempo   |
| ---- | -------------- | --------- | ------- |
| 1    | Petr Záhrobský | Rep. Ceca | 2:18,90 |
| 2    | Aleš Gorza     | Slovenia  | 2:19,03 |
| 3    | Ondřej Bank    | Rep. Ceca | 2:19,11 |
| 4    | Wolfgang Hörl  | Austria   | 2:19,52 |
| 5    | Bernard Vajdič | Slovenia  | 2:19,93 |
| 6    | Mitja Valenčič | Slovenia  | 2:20,34 |
| 7    | Janez Jazbec   | Slovenia  | 2:20,55 |
| 8    | Andrej Šporn   | Slovenia  | 2:21,21 |
| 9    | Miha Malus     | Slovenia  | 2:21,39 |
| 10   | Matej Pogačnik | Slovenia  | 2:21,93 |

Data: 21 marzo

Località: Maribor

#### Slalom speciale
| Pos. | Atleta            | Nazione     | Tempo   |
| ---- | ----------------- | ----------- | ------- |
| 1    | Jure Košir        | Slovenia    | 1:43,27 |
| 2    | Ondřej Bank       | Rep. Ceca   | 1:44,98 |
| 3    | Martin Vráblík    | Rep. Ceca   | 1:45,41 |
| 4    | Wolfgang Hörl     | Austria     | 1:45,73 |
| 5    | Alexander Koll    | Austria     | 1:45,81 |
| 6    | Aleš Gorza        | Slovenia    | 1:45,84 |
| 7    | Hannes Brenner    | Austria     | 1:46,18 |
| 8    | Jukka Leino       | Finlandia   | 1:46,47 |
| 9    | Mitja Kunc        | Slovenia    | 1:46,66 |
| 10   | Rogier Oosterbaan | Paesi Bassi | 1:46,78 |

Data: 20 marzo

Località: Rogla

#### Combinata
| Pos. | Atleta     | Nazione  |
| ---- | ---------- | -------- |
| 1    | Aleš Gorza | Slovenia |
| 2    | ?          | ?        |
| 3    | ?          | ?        |

### Donne

#### Discesa libera
| Pos. | Atleta          | Nazione  | Tempo   |
| ---- | --------------- | -------- | ------- |
| 1    | Urška Rabič     | Slovenia | 1:11,28 |
| 2    | Maša Redenšek   | Slovenia | 1:11,36 |
| 3    | Petra Robnik    | Slovenia | 1:11,42 |
| 4    | Lea Dabič       | Slovenia | 1:11,99 |
| 5    | Alenka Kuerner  | Slovenia | 1:12,27 |
| 6    | Mateja Robnik   | Slovenia | 1:12,28 |
| 7    | Lana Grandovec  | Slovenia | 1:12,46 |
| 8    | Katja Jazbec    | Slovenia | 1:12,52 |
| 9    | Petra Presterel | Slovenia | 1:12,81 |
| 10   | Tesa Herman     | Slovenia | 1:12,91 |

Data: 17 marzo

Località: Maribor

#### Supergigante
| Pos. | Atleta          | Nazione  | Tempo   |
| ---- | --------------- | -------- | ------- |
| 1    | Maša Redenšek   | Slovenia | 1:16,51 |
| 2    | Urška Rabič     | Slovenia | 1:16,55 |
| 3    | Vanja Brodnik   | Slovenia | 1:16,74 |
| 3    | Petra Robnik    | Slovenia | 1:16,74 |
| 5    | Mateja Robnik   | Slovenia | 1:16,86 |
| 6    | Lana Grandovec  | Slovenia | 1:17,02 |
| 7    | Ana Kobal       | Slovenia | 1:17,08 |
| 8    | Tesa Herman     | Slovenia | 1:17,09 |
| 9    | Petra Presterel | Slovenia | 1:17,28 |
| 10   | Maruša Ferk     | Slovenia | 1:17,38 |

Data: 23 dicembre

Località: Kope

#### Slalom gigante
| Pos. | Atleta         | Nazione  | Tempo   |
| ---- | -------------- | -------- | ------- |
| 1    | Tesa Herman    | Slovenia | 2:26,48 |
| 2    | Mateja Robnik  | Slovenia | 2:26,74 |
| 3    | Ana Drev       | Slovenia | 2:26,75 |
| 4    | Anna Fenninger | Austria  | 2:27,49 |
| 5    | Maruša Ferk    | Slovenia | 2:27,62 |
| 6    | Alenka Kuerner | Slovenia | 2:27,67 |
| 7    | Katja Jazbec   | Slovenia | 2:27,93 |
| 8    | Jennifer Tank  | Germania | 2:28,37 |
| 9    | Lana Grandovec | Slovenia | 2:28,81 |
| 10   | Andreja Rataj  | Slovenia | 2:29,22 |

Data: 22 marzo

Località: Maribor

#### Slalom speciale
| Pos. | Atleta                    | Nazione  | Tempo   |
| ---- | ------------------------- | -------- | ------- |
| 1    | Ana Drev                  | Slovenia | 1:27,19 |
| 2    | Alenka Kuerner            | Slovenia | 1:27,60 |
| 3    | Petra Robnik              | Slovenia | 1:27,69 |
| 4    | Andreja Rataj             | Slovenia | 1:28,14 |
| 5    | Vanja Brodnik             | Slovenia | 1:28,15 |
| 6    | Katja Jazbec              | Slovenia | 1:28,19 |
| 7    | Evegnija Ivačenko         | Russia   | 1:28,80 |
| 8    | Nina-Katarina Mihovilović | Slovenia | 1:29,29 |
| 9    | Christina Staudinger      | Austria  | 1:29,44 |
| 10   | Teja Peruš                | Slovenia | 1:29,66 |

Data: 19 marzo

Località: Rogla

#### Combinata
| Pos. | Atleta         | Nazione  |
| ---- | -------------- | -------- |
| 1    | Alenka Kuerner | Slovenia |
| 2    | ?              | ?        |
| 3    | ?              | ?        |